# 以東

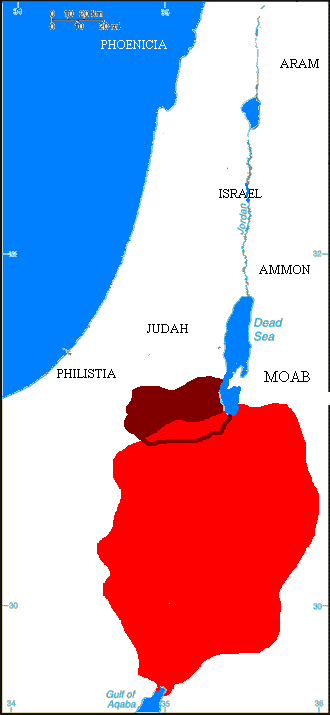
圖中標示以東（圖中紅色部份）版圖最大的部份，約在西元前600年，深紅色部份則是古典時代以土买的範圍

以東（羅馬化：ʼÉḏōm，羅馬化：Udumi）是一个位于外约旦的古代王国，位于南黎凡特，其东北边是摩押，西边是阿拉伯谷，东边和南边是阿拉伯沙漠，今天主要属于以色列和约旦。希伯来圣经以及埃及和美索不达米亚的文字记录曾提及这个青铜时代晚期和铁器时代早期的王国。以東這個名字在希伯來文中為「紅」；在希臘古典時代则用同源詞以土買（Idumea）來指此地區一個較小的區域。
以东和以土买是两个相互联系但并不相同的词，对应两个历史连续但所处位置彼此分开（可能相邻）的土地，在历史的不同阶段分别生活着以东人和以土买人。以东人首先在今约旦南部地区建立了以东王国，后来在公元前6世纪当犹大王国被新巴比伦帝国摧毁时，以东人迁徙至犹大王国南部（即“以土买”，位于今以色列/内盖夫沙漠）。
以东在《希伯来圣经》中曾被提及，塞提一世的一份埃及法老王表、拉美西斯三世（公元前1186-前1155）的出征纪事里也提到了以东。以东人的存在已被考古学证实，他们是一个闪米特民族，很可能是在公元前第14世纪来到这一地区。考古研究表明这一王国繁荣于公元前13世纪到公元前8世纪间，在前6世纪经过了一段衰退之后被巴比伦摧毁。丧失家园之后，以东人在东边游牧部落的驱逐下被迫向西迁徙抵达犹大王国南部；这群游牧民族中有纳巴泰人，他们首次出现于史料是公元前4世纪，到了前2世纪已在曾经以东所在地建立了自己的王国。更近期的考古挖掘则显示，以东人在犹大南部以及内盖夫和提姆纳河谷部分地区定居的过程，在其王国于前587/586年毁于尼布甲尼撒二世之前已经开始，既通过和平的渗透，也使用军事手段利用当时日渐衰弱的犹大。
撤出其原居住地后，以东人定居于波斯帝国所属的犹大省南部山丘与贝尔谢巴北部之间的地区。在希腊化时代，这一民族则以“以土买人”的形式见之于史料，他们所居住的区域被称为“以土买”（希腊语： Ἰδουμαία, Idoumaía; 拉丁语：Idūmaea)，这一名称出现在新约中。

## 希伯来圣经中的以东
以东在希伯来语中的意思是“红”；《希伯来圣经》中这一名字与以东的建立者以扫有关，以扫是以撒的長子、雅各的哥哥，出生时“身体发红”，以扫因为「一碗红豆汤」而随意地将长子的名份「卖」给了雅各（创世纪 25:29-34）。塔纳赫将以东人描述为以扫的后裔。

## 关于以东的考古
| M17 | A2 | D46 · Z7 | G20 | T14 | N25 |

| M17 | A2 | D46 · Z7 | G20 | T14 | N25 |

以东人可能和古埃及史料中提到的Shashu、Shautu等游牧掠夺者有关。麦伦普塔统治时期，图米拉特谷边境堡垒一名抄书吏的信件里说到了游牧的“以东部落Shasu”。铁器时代最早的定居点——可能是铜矿营地——可追溯至公元前9世纪；定居点数量在前8世纪末期增加，目前挖掘的主要遗址可追溯至前8世纪至前6世纪。最后一个模糊提及以东的史料是公元前667年的亚述铭文；在那之后就不清楚什么时候以及为什么以东不再以一个国家而存在，不过许多学者从圣经里——准确来说是《俄巴底亞書》里对此找到了解释。
亚述楔形文字里以东的写法是𒌑𒁺𒈪 Udumi或者𒌑𒁺𒈬 Udumu；同样亚述楔形文字也记载了提格拉特帕拉沙尔三世（约前745年）同时代的以东国王Ḳaus-malaka、辛那赫里布（约705年）同时代的Malik-rammu和阿萨尔哈东同时代（约前680年）的Ḳaus-gabri。根据埃及的铭文，以东（Aduma）有时扩张至埃及边境 。在犹大被巴比伦人征服后，以东人定居在希伯伦地区，在此兴盛，在之后的四个世纪里被希腊人和罗马人称呼为以土买人。。与耶稣大致同时代的斯特拉波在其著作里认为以土买人的来源是纳巴泰人，他们构成了西犹地亚的多数人口，与犹地亚人混居，并接受了犹地亚人的风俗习惯。一些现代学术研究也持相同观点，同意以土买人的纳巴泰起源。
Ezra Ben-Yosef和Tom Levy领导的考古工作在2019年证实了以东作为一个王国的存在。考古人员从提姆纳河谷等地提取了公元前1300-前800年的铜样品，在分析之后，研究者认为，于公元前10世纪攻击了耶路撒冷的法老舍顺克一世实际上促进了铜的生产和贸易，而非摧毁该地区。特拉维夫大学教授Ben Yosef陈述道：“我们的新发现推翻了许多考古学家认为这一地区都是松散的部落联盟的观点，而与圣经故事里这里是一个以东王国的说法相吻合。”

## 古典时代的以土买
馬加比家族反抗塞琉古帝国的起义期间（公元前2世纪早期），《馬加比二書》把一名塞琉古将军高爾吉亞称作“以土买总督”；尚不清楚他是不是一个希腊化以东人。犹大·马卡比在公元前163年左右征服了以东人的领土，随后约翰·希尔卡纳斯又使他们臣服并强制他们皈依犹太教，将他们纳入犹太民族。以土买人安提帕特与犹地亚人同为希律王朝的先驱，希律王朝是以东/犹地亚的混合王朝，在罗马征服之后统治犹地亚。希律大帝委派一系列总督管理以土买省，其中有他的兄弟约瑟夫·安提帕特。约瑟夫斯在提及上以土买地区时，说到毗邻耶路撒冷南部和西南部的城镇和村庄，例如希伯伦。《米书拿》中也曾提及以东。人们推测，到了公元1世纪，以土买民族已经从原来的居住地向北迁徙，公元66年，犹太战争期间，犹地亚爆发了内战，西门·巴尔·吉奥拉攻击了上以土买已皈依的犹太教徒，几乎完全摧毁了这一地区的村庄。
马可福音提到耶稣吸引了来自以土买、犹太、耶路撒冷、推罗、西顿和约旦河以东各个地区的信徒。
根据约瑟夫斯记载，公元70年提图斯进行的耶路撒冷围城战中，20000名以土买人帮助奋锐党共同为独立而战。犹太战争结束后，以土买人不再见于史料，不过直到耶柔米的时代仍使用以土买作为地区名。

## 以東名人
- 約伯：《七十士譯本》稱其為以掃的孫子。
- 撒母耳：以掃的兒子可拉的後裔。
- 多益：
- 俄別以東：以東的僕人。

## 宗教

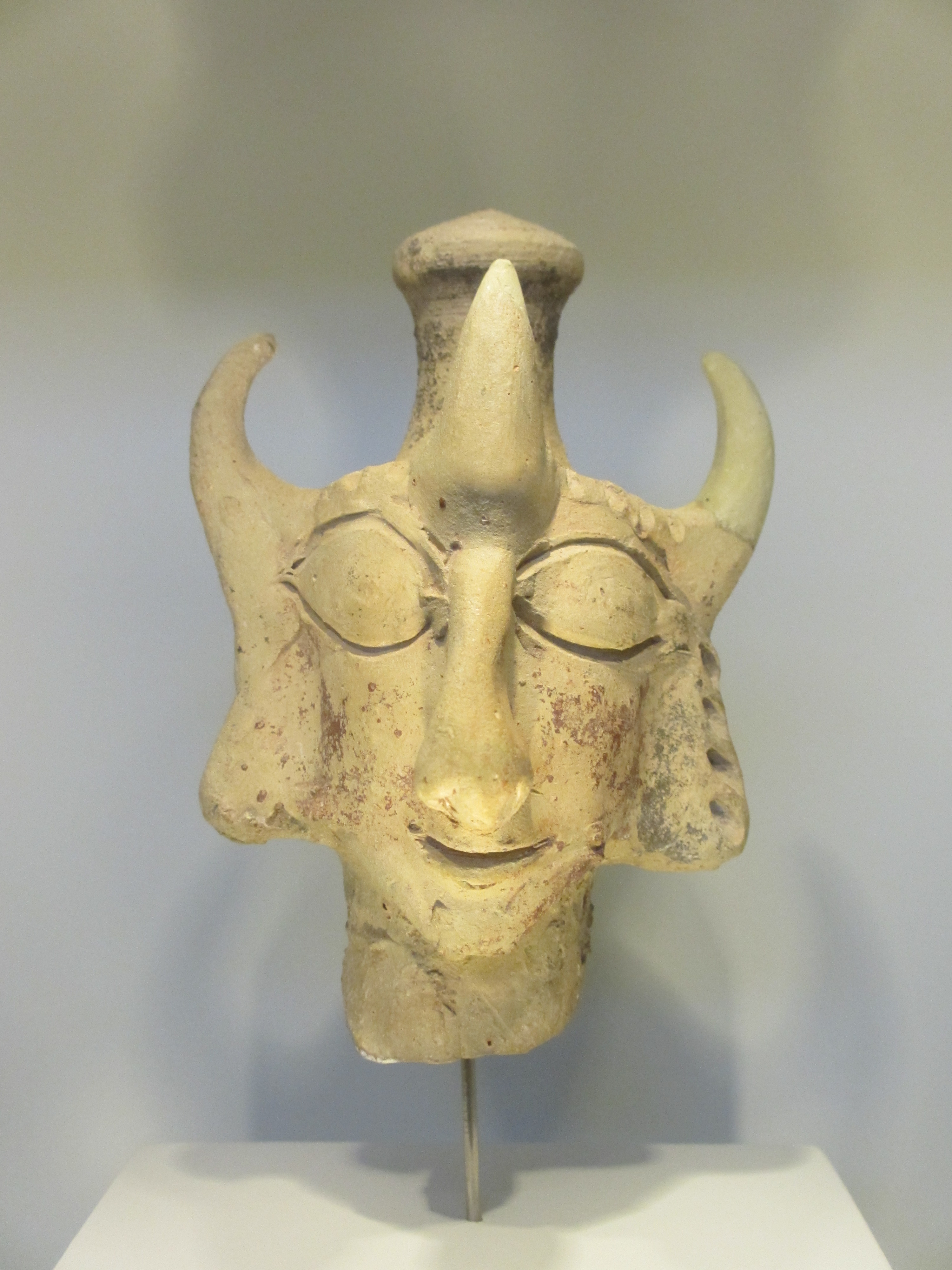
以东女神雕像（以色列博物馆）

以东人在哈斯蒙尼统治下皈依了犹太教，此前他们的宗教是什么性质，这一点不太明确。铭文证据表明，以东人的民族神是Qaus（קוס）（也写作Qaush、Kaush、Kaus、Kos、Qaws”），因为这一名字出现于赞美诗以及以东的人名中。作为迦南闪米特人的近亲，他们可能祭拜埃爾、巴力、Qaus和亚舍拉等神。最古老的圣经文本称雅威为南以东的神，在被以色列和犹大采用之前可能起源于以东/西奈（Edom/Seir/Teman/Sinai）。源于塔木德的一个犹太传说认为以扫的后裔最终成为了罗马人，以及更大程度上成为了欧洲人。
约瑟夫斯曾提到，以土买人曾祭拜一个名为Koze的神。